# Gerhard Friedrich August Jansen
Gerhard Friedrich August Jansen (* 6. Juni 1791 in Jever; † 9. April 1869 in Oldenburg (Oldb)) war ein Verwaltungsbeamter, Geheimer Rat und Kammerpräsident im Großherzogtum Oldenburg.

## Leben
Jansen entstammte einer jeverschen Beamtenfamilie und war der Sohn des anhalt-zerbstischen Justiz- und Kammerrats Gerhard Ulrich Jans(s)en (1749–1809) und dessen Ehefrau Margarethe Sophie geb. von Honrichs (1756–1802). Er besuchte das Mariengymnasium Jever und studierte Rechtswissenschaften in Heidelberg und Göttingen. Während seines Studiums wurde er 1809 Mitglied des Corps Frisia Göttingen.
Mit der Besetzung Oldenburgs durch das Französische Kaiserreich wechselte Jansen an die Universität Brüssel, da ein französisches Examen Voraussetzung für die Anstellung im Staatsdienst war. Im August 1812 erwarb er in Brüssel den Grad eines Licencié en droit und wurde daher 1814 vom Tentamen und 1816 vom Examen befreit. Anschließend wurde er als Advokat beim Tribunal in Jever zugelassen und trat 1814, nach der Rückkehr des Herzogs Peter Friedrich Ludwig, in den oldenburgischen Staatsdienst.  Er war zunächst Amtsauditor beim Amt Tettens (1814) und wurde bei der Kammer in Oldenburg Kammersekretär (1816), Kammerassessor (1818) und Kammerrat (1827). Seit 1833 gehörte er auch der Direktion der Witwen-, Waisen- und Leibrenten-Kasse an. 1838 wurde er zum Geheimen Hofrat bei der Kammer in Oldenburg ernannt. Er wurde Vorsitzender Rat (1840), Vizekammerdirektor (1842) und Staatsrat und Kammerdirektor (1844) bei der Kammer in Oldenburg. Er war Vorstand des Oldenburgischen Militärkollegium (1846) und der Katasterdirektion (1850) und schließlich Kammerpräsident der Kammer in Oldenburg (1856). Dazu wurde er zum Geheimen Rat ernannt.
Jansen arbeitete vor allem in Fragen der Zollpolitik und galt als der maßgebende Fachmann auf diesem Gebiet, der seit 1830 entscheidend an allen Zollverhandlungen beteiligt war. Als im Zuge der Behördenreorganisation 1868 die Kammer aufgelöst wurde, wurde Jansen folgerichtig zum Vorsitzenden des Zolldepartements ernannt.

## Familie
Seit dem 19. Dezember 1827 war Jansen mit Henriette Friederike Louise Emilie geb. von Berg (1804–1862) der Tochter des Staatsministers Günther von Berg (1765–1843) verheiratet. Sein Sohn Günther Jansen (1831–1914) wurde später als einer der Nachfolger seines Großvaters ebenfalls oldenburgischer Staatsminister.

## Ehrungen
- Geheimer Rat mit dem Prädikat Exzellenz (1864)
- Orden Heinrichs des Löwen III. Klasse (1837)
- Guelphen-Orden, Ritterkreuz (1837)
- Roter Adlerorden 3. Klasse (1838)
- Oldenburgischer Haus- und Verdienstorden des Herzogs Peter Friedrich Ludwig
  - Kleinkreuz (1841)
  - Komtur (1847)
  - Kapitular-Komtur (1854)
  - Kapitular-Großkomtur (1858)